# Bloqueo auriculoventricular
El bloqueo auriculoventricular, también llamado bloqueo AV, es un término médico usado para un trastorno en la conducción eléctrica entre las aurículas y los ventrículos cardíacos. Por lo general, está asociado al nódulo auriculoventricular, aunque puede estar causado por fallos en otras estructuras de conducción cardíaca.
Estos bloqueos pueden ser temporales, intermitentes o permanentes. Asimismo, se clasifican según su gravedad.

## Clasificación
Clasificación según su gravedad:
- Bloqueo AV de primer grado, cuando los impulsos que pasan desde las aurículas a los ventrículos disminuyen su velocidad. En el ritmo electrocardiográfico se observa un intervalo PR mayor a 0.20 segundos.[1]
- Bloqueo AV de segundo grado, cuando parte de los impulsos que se transmiten desde las aurículas a los ventrículos se bloquean, es decir, no se transmiten. Se expresa con una relación numérica; por ejemplo, 3:2 significa que de tres impulsos sólo llegan dos hasta los ventrículos. Los bloqueos AV de segundo grado se clasifican en:
  - Bloqueo AV de segundo grado tipo Mobitz 1: en este la principal característica es la prolongación progresiva del Intervalo PR. Dicha prolongación genera una onda P bloqueada que luego se acompaña de un Intervalo PR normal o más corto que los anteriores. A este aumento progresivo de intervalo PR hasta una onda p bloqueada que no le procede un segmento QRS se le conoce como fenómeno de Wenckebach.[2] La frecuencia cardiaca aquí no disminuye, por lo que deeforma general se considera benigno y no suele requerir tratamiento.
  - Bloqueo AV de segundo grado tipo Mobitz 2: a diferencia del Mobitz 1, en este no hay prolongación del PR. Su principal característica es la presencia de Intervalos PR normales o prolongados constantes antes de la presencia de una onda P bloqueada. Usualmente está asociado con antecedentes de Infarto agudo de miocardio y suele requerir de la colocación de un marcapasos.[3]Puede evolucionar a un bloqueo AV completo, el cuadro clínico incluye lipotimia, sincope y falta de tolerancia al esfuerzo.
- Bloqueo AV de tercer grado o completo, cuando todos los impulsos de las aurículas se interrumpen y, por tanto, ninguno llega a ser conducido hasta los ventrículos.  Hay disociación auriculoventricular, con ondas P completamente aleatorias que no siguen un ritmo sinusal, provoca frecuencia cardiaca baja.  Ritmo de la union: Frecuencia auricular mayor de que la ventricular. QRS morfología morfología normal. El nodo AV lleva el mando.  Ritmo idioventricular: QRS ensanchado. Marcapasos inestable

## Diagnóstico
Los bloqueos auriculoventriculares se observan en un electrocardiograma donde se observan trastornos del ritmo cardíaco. Específicamente suelen aparecer ondas P que no vienen seguidas de un complejo QRS, como es costumbre ver en el electrocardiograma, de modo que no hay contracción de los ventrículos. En estos pacientes se suele percibir un pulso lento llamado bradicardia.